# 塞尔卡多县 (科恰班巴省)

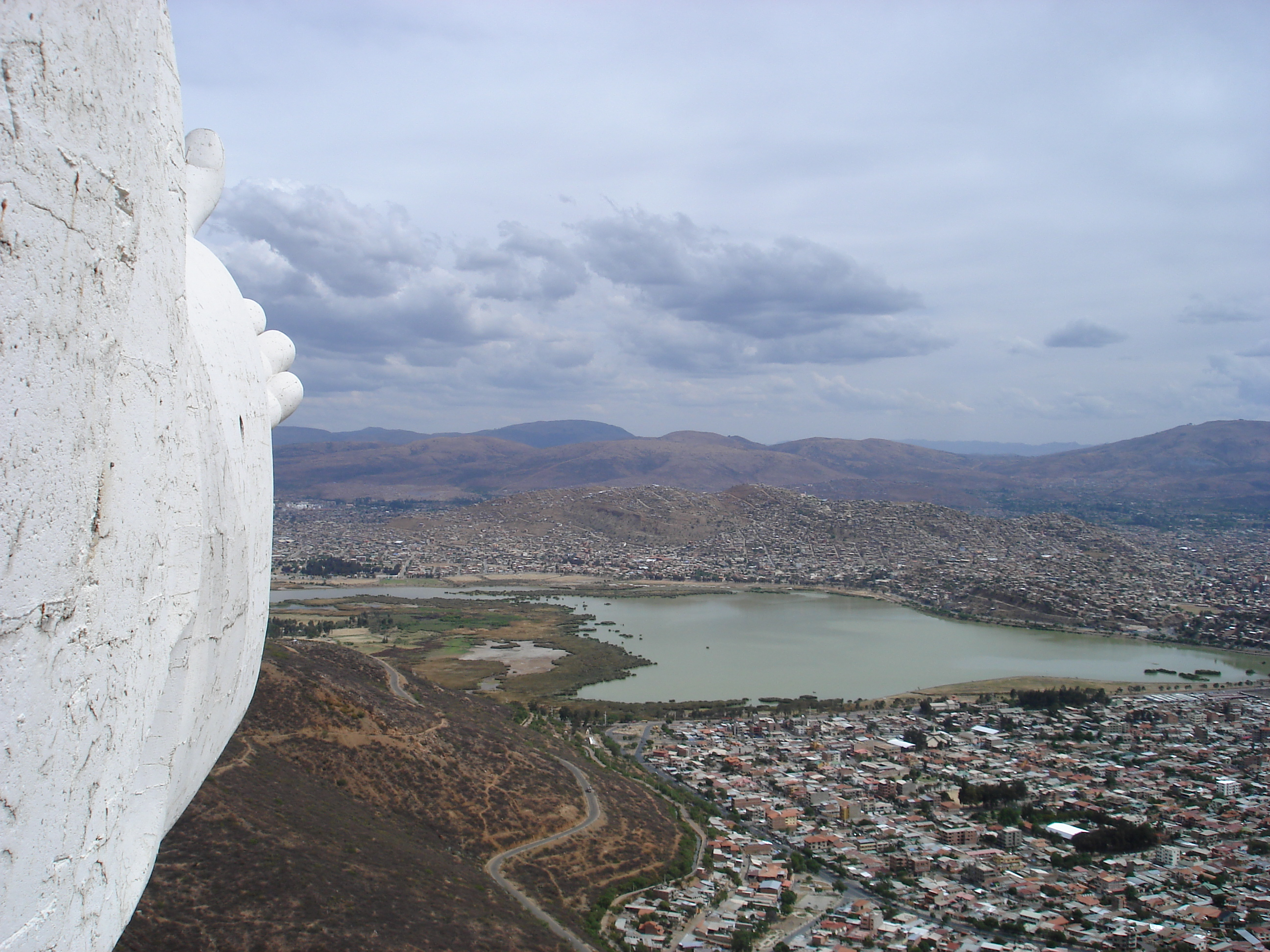

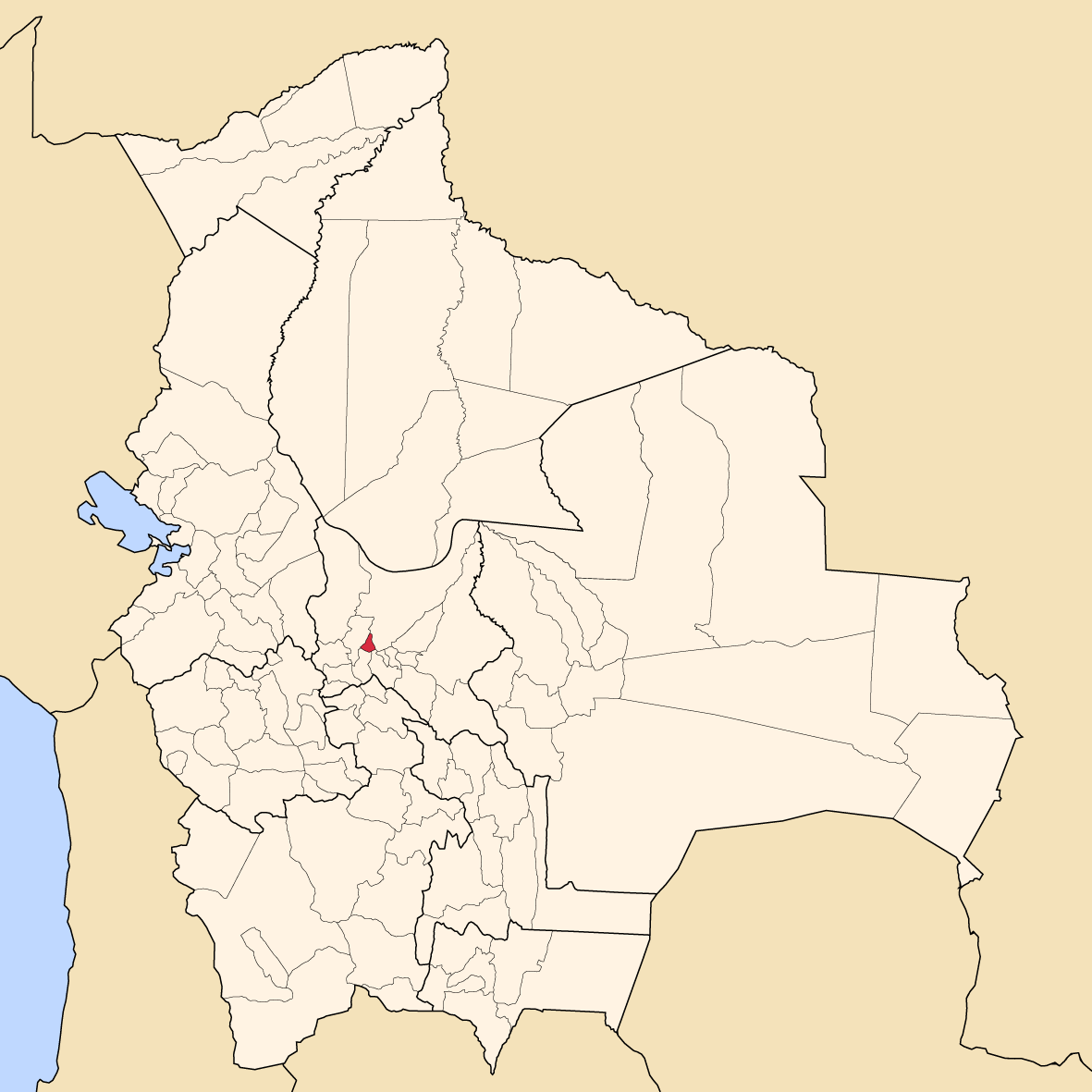

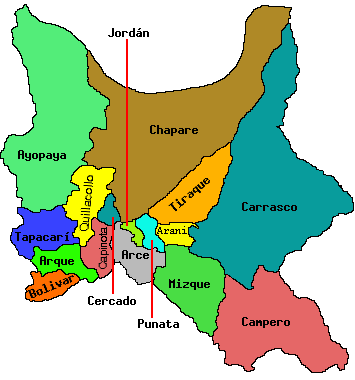

塞爾卡多县（西班牙語：Provincia de Cercado），是玻利維亞的县份，位於該國中部，屬於科恰班巴省的一部分，县府設於科恰班巴，面積391平方公里，2012年人口630,587，人口密度每平方公里1,613人。